# اچ‌ام‌اس پترل (۱۹۲۷)
اچ‌ام‌اس پترل (۱۹۲۷) (به انگلیسی: HMS Peterel (1927)) یک کشتی بود که طول آن ۱۷۷ فوت (۵۳٫۹ متر) بود. این کشتی در سال ۱۹۲۷ ساخته شد.